# کریستینا تومیچ
کریستینا تومیچ (زاده ۲۹ مارس ۱۹۹۵)، تکواندوکار اهل کرواسی است. او برنده مدال برنز مسابقات قهرمانی تکواندو جهان ۲۰۱۷ در دسته مگس وزن زنان است.